# HD 19270
HD 19270，又名BD+12 436，SAO 93276、HR 931，是一颗恒星，视星等为5.62，位于銀經166.31，銀緯-38.06，其B1900.0坐标为赤經3h 0m 54.2s，赤緯+12° -38.06′ 6″。